# The Lost Tales
The Lost Tales es el quarto álbum de estudio del grupo italiano de rock progresivo Ainur. 
Está inspirado como los anteriores de escritor británico J. R. R. Tolkien
El álbum ha sido publicado el 14 de junio de 2013,
.
Este disco está producido, como los anteriores de la banda por el sello Electromantic Music de Beppe Crovella.

## Lista de canciones
Todas las letras escritas por W. Collo.
| N.º | Título                            | Música | Duración |  |
| 1.  | «Welcoming of Eriol»              |        |          |  |
| 2.  | «The Beginning of Days»           |        |          |  |
| 3.  | «Yavanna's Song»                  |        |          |  |
| 4.  | «The Fall of Gondolin»            |        |          |  |
| 5.  | «Mourning - The Coming of Nienor» |        |          |  |
| 6.  | «Glaurung's Death»                |        |          |  |
| 7.  | «Tol Morwen»                      |        |          |  |
| 8.  | «Thingol & Beren»                 |        |          |  |
| 9.  | «Hirilorn»                        |        |          |  |
| 10. | «Verge of the Forest»             |        |          |  |
| 11. | «Return from Death»               |        |          |  |
| 12. | «The Time Beyond»                 |        |          |  |
| 13. | «Lorien»                          |        |          |  |

## Intérpretes

### Miembros de la banda
- Luca Catalano: compositor, voz (solista y coros), guitarra eléctrica, guitarra acústica y guitarra clásica;
- Marco Catalano: compositor, tambor, piano, voz solista y coros;
- Simone Del Savio: compositor y voz solista (barítono);
- Alessandro Armuschio: compositor, teclado, piano y voz solista;
- Gianluca Castelli: piano;
- Luca Marangoni: violín;
- Carlo Perillo: viola;
- Daniela Lorusso: violonchelo;
- Chiara Marangoni: trompas y voz solista;
- Massimiliano Clara: voz solista;
- Federica Guido: voz solista;
- Elena Richetta: voz solista y adaptación de letras;
- Roberta Malerba: voz solista;
- Cristiano Blasi: flautas;
- Giuseppe Ferrante: bajo;
- Cecilia Lasagno: arpa y voz solista;
- Leonardo Enrici Baion: clarinete;
- Wilma Collo: adaptación de las letras.